# Alain III de Châteaugiron
Alain III de Châteaugiron († 12 novembre 1327) évêque de Rennes de 1307/1311 à 1327.

## Biographie
Alain est le fils de Galéran II de Châteaugiron seigneur d'Amanlis (mort après 1298) et de sa seconde épouse anonyme.
Alain de Châteaugiron fait une longue carrière ecclésiastique dans l'évêché de Rennes : archidiacre de Rennes, vicaire général du diocèse, chanoine et trésorier de la cathédrale. Conseiller de Jean II de Bretagne il est un des exécuteurs testamentaires de ce dernier en 1305.
Élu évêque de Rennes par le chapitre en 1307 il doit renoncer au siège en faveur d'un certain Guillaume (II) qui lui est opposé par l'archevêque de Tours. Il ne devient évêque qu'en 1311 et meurt en 1327. Le sceau de ce prélat a été conservé il portait ses armoirie: «de vair à une bande de gueules chargée de trois coquilles d'argent » avec la légende : « Sigillum Alani Episcopi Redon. ».

## Source
- (la) Jean-Barthélemy Hauréau, Gallia Christiana, vol. XIV Provincia Turonensi, Paris, Firmin-Didot, 1856, p. 755-56 Ecclesia Redonensis XL Alanus III.